# Víctor Lago Román
Víctor Lago Román (Carballiño, Orense, 13 de agosto de 1919 - Madrid, 4 de noviembre de 1982) fue un militar español, jefe de la División Acorazada Brunete. Murió asesinado por la organización terrorista ETA en un atentado en Madrid.

## Biografía

### Carrera militar durante el Franquismo
Nació en Carballiño (Orense) el 13 de agosto de 1919. Ingresó en el Ejército el 18 de julio de 1936 como voluntario. Su primer destino con las tropas del general Franco fue en la defensa del Alto de los Leones en Madrid. Más tarde se incorporó a la V Bandera de la Legión, donde alcanzó los grados de teniente y capitán. En 1940 ingresó en la primera promoción de Transformación, de la Academia General de Zaragoza. Se incorpora a la División Azul y hace toda la campaña hasta 1944. Mandó después el primer tabor del Cuerpo de Tiradores de Ifni. Toma parte en la guerra de Ifni y campaña de Sahara. Después manda la VII Bandera del Tercio Sahariano Don Juan de Austria, III de la Legión. Mandó también el regimiento de Wad Ras.

### Carrera militar la democracia
El 30 de septiembre de 1981 fue nombrado gobernador militar de Madrid y subinspector de tropas y servicios de la Primera Región Militar. Desempeñando este cargo, presidió el 28 de octubre de 1981 los Consejos de Guerra que se celebraron contra el coronel Graíño y el capitán Miláns del Bosch y Portolés. Las sentencias de los Consejos serían reunidas por el gobierno y anuladas por el entonces capitán general de Madrid, teniente general Guillermo Quintana Lacaci, y se volverían a celebrar unos nuevos Consejos de Guerra el 26 de enero de 1982, que ya presidiría el nuevo gobernador militar de Madrid, general Salvador Portillo Togores. El general Víctor Lago Román fue designado jefe de la División Acorazada Brunete número 1. El 23 de septiembre de 1981 sustituía en el cargo al general Carbonell, que había pasado a la situación B al cumplir la edad reglamentaria. El general Lago Román fue quien ocupó accidentalmente la Capitanía General de Madrid durante el corto espacio de tiempo entre el pase a la situación B del teniente general Guillermo Quintana Lacaci y el nombramiento de Ricardo Arozamena Girón como capitán general de Madrid.

### Atentado y muerte
El general Lago Román murió ametrallado por dos terroristas que dispararon desde una motocicleta, poco después de las 8.30 de la mañana del 4 de noviembre de 1982, en la avenida del Arco de la Victoria de la Ciudad Universitaria de Madrid.
El general Lago salió de su casa, una vivienda militar situada en la calle de Santa Engracia, a las 8.15 horas, vestido de uniforme. Según su costumbre, no llevaba escolta. Alguna vez había confesado a uno de sus amigos[¿quién?] que prefería ir solo: "Si vienen por mí, que vengan; no tengo miedo, pero no quiero que muera nadie más", había dicho.
Subió a su coche oficial, un Seat 131 con matrícula del Ejército de Tierra, número 5.714-1. Como siempre, el banderín de dos estrellas estaba descubierto. Al volante esperaba Juan Carlos Villalba, el soldado conductor. El general se acomodó en el asiento trasero. Poco después dejó a su derecha, sobre uno de los asientos, la gorra y la fusta. El coche enfiló hacia la glorieta de Cuatro Caminos y poco después giraba hacia la Ciudad Universitaria. A las 8.30 llegó a la plaza de Cristo Rey.
El coche del general rebasó el último paso de peatones de la plaza de Cristo Rey, junto a la Clínica de la Concepción, y siguió su marcha hacia el antiguo puente del tranvía universitario; sólo quedaba, pues, pasar un disco antes de apretar el paso camino del término municipal de El Pardo. Al final de la avenida de los Reyes Católicos, el soldado conductor giró a la derecha, hacia la Ciudad Universitaria. La circulación en la avenida del Arco del Triunfo era intensa.
La situación parecía ser absolutamente normal. A la izquierda, en el sentido Norte-Madrid, la aglomeración de coches era, más o menos, la acostumbrada. Al otro lado, tras los desmontes de la antigua línea del tranvía, sobresalía el edificio de la parroquia universitaria. A marcha reducida, el coche del general pasó en pocos segundos frente a la iglesia.
A las 8.35 se acercó por la derecha una motocicleta Guzzi ocupada por dos personas. Pareció estabilizar su marcha cuando se puso a la altura del coche. En el último momento el soldado conductor acertó a ver a los dos motociclistas: vestían cazadoras y llevaban la cabeza cubierta por el casco obligatorio; al parecer, eran dos hombres. Uno de ellos, el acompañante, les encañonó con una metralleta y disparó dos o tres ráfagas. El soldado dio un volantazo hacia la izquierda y bajó la cabeza. Los proyectiles" unos veinte, atravesaron la chapa y pulverizaron los cristales. El general se reclinó sobre el asiento en medio de una gran mancha de sangre. El coche se detuvo.
El conductor de la Guzzi dio un fuerte acelerón. La moto, una cuatro tiempos muy manejable, italiana, dio un tirón y se distanció rápidamente. El próximo cruce, frente a los campos de deportes, ofrecía varias posibilidades de huida: hacia la Ciudad Universitaria para volver al centro, hacia la propia carretera de El Pardo, hacia la autopista de La Coruña o hacia el Puente de los Franceses. Los terroristas habían elegido con sumo cuidado el lugar del ataque entre todos los puntos posibles en el itinerario del jefe de la DAC. No se sabe con exactitud cual fue su trayectoria, pero la moto fue encontrada en el interior de la ciudad, en la calle Los Vascos, próxima al edificio de la Dirección General de la Guardia Civil.
Tres personas, dos mujeres y un hombre, se acercaron corriendo al coche del general. Alrededor había unos veinte casquillos de bala del calibre 9 Parabellum. Una de las mujeres, médica de profesión, hizo un rápido reconocimiento del general. Tenía varios impactos de bala en la cabeza y presentaba claros síntomas de haber fallecido. No obstante, la citada médica trasladó al general en un taxi a la Clínica de la Concepción. Cinco minutos después, los médicos del servicio de urgencias del citado hospital reconocían al general, al cual, pese a no caberles ninguna duda sobre su estado de defunción, intentaron reanimar, sin éxito.
El parte clínico difundido a primera hora de la tarde por la dirección del hospital precisaba que el general había ingresado a en el mismo a las 8.40, ya cadáver, con "herida de orificio de entrada de bala por temporal izquierdo y salida por parietal derecho parasagital, y otro orificio de entrada por región orbitaria derecha y salida por parietal izquierdo parasagital, con mása encefálica extruida por los orificios de salida. Estallido del globo ocular derecho y otorragia bilateral, predominando en izquierda. Herida de bala en sedal, con orificio de entrada por región escapular izquierda y salida por la derecha. Las heridas en cráneo produjeron la muerte instantánea". Según fuentes de la citada clínica, el general presentaba de seis a siete impactos de bala en la cabeza, todos ellos mortales.
Juan Carlos Villalba, el soldado conductor, nacido en Oviedo, también ingresó en el hospital. Sufre "herida por arma de fuego, craneal, región occipital, penetrante, con proyectil alojado junto a la tabla interna. Pronóstico grave". A pesar de la herida, pudo decir: "Nos ametrallaron desde una moto dos chicos vestidos de anorak que se acercaron a nosotros por la derecha. La moto se puso a nuestra altura y los jóvenes dispararon dos o tres ráfagas de metralleta". Poco después comentaba con una brigada de la división: "Al ver que iban a disparar, sólo tuve tiempo de dar un volantazo hacia la izquierda y agachar la cabeza".
El asesinato del general Lago Román fue calificado como el más grave hasta ese momento desde el perpetrado contra el presidente del Gobierno, el almirante Luis Carrero Blanco, el 20 de diciembre de 1973. Víctor Lago Román era el jefe de la unidad de intervención inmediata más importante del Ejército español, la División Acorazada Brunete, que tenía sus cuarteles en la periferia de Madrid. El atentado tuvo un gran impacto político, no solo por el prestigio del general asesinado, sino por el momento elegido, apenas una semana después de que el PSOE ganara las elecciones del 28 de octubre y cuando Felipe González, presidente electo, no había tomado posesión oficial de su cargo.

## Funerales y entierro
En el Palacio de Buenavista, Cuartel General del Ejército, se celebró la misa Corpore insepulto y la rendición de máximos honores militares, como general con mando en plaza, a los restos mortales de Víctor Lago Román, quien fue condecorado a título póstumo con la Gran Cruz al Mérito Militar con distitntivo Blanco.
Fue enterrado en Puentedeume (La Coruña), de donde era natural su esposa.

## Juicios y condenados por el atentado
Los etarras Henri Parot, Unai, y Juan Lorenzo Lasa Mitxelena, Txikierdi, fueron condenados por la Audiencia Nacional el 1 de agosto de 2006 a 50 años de prisión por su participación en el atentado cometido por el denominado comando Argala o itinerante. Parot ya había sido condenado a 4.797 años de prisión por 26 asesinatos. Lo mismo ocurría con Txikierdi, condenado a más de 300 años de cárcel por varios crímenes y que llevaba preso en Francia desde enero de 1985 y en España desde abril de 1992.